# Maeva Schalk
Pour les articles homonymes, voir Schalk.
Maeva Schalk, née le 14 décembre 2005 à Cannes (Alpes-Maritimes), est une joueuse internationale française de volley-ball évoluant au poste de réceptionneuse-attaquante. 

## Biographie

### Famille
Son père Marc Schalk, est un ancien joueur du poste de réceptionneur-attaquant, qui effectue la majeure partie de sa carrière dans des clubs du championnat de France. Avec la sélection nationale, il prend la 9e place aux Jeux olympiques de 2004 à Athènes. Sa mère Virginie Roure, ex-internationale française, a notamment évolué au Racing Club de Cannes. Son frère aîné Matteo — né en 2002 —, est également un joueur professionnel de la discipline. 

### Carrière en club
Formée au Volero Le Cannet, elle effectue la saison 2021-2022 sous les couleurs de France Avenir 2024 avant de retrouver son club formateur. Pour sa première saison professionnelle, en 2022-2023, elle remporte le Championnat de France. Lors de l'exercice suivant, elle remporte la supercoupe nationale face à Béziers.

### Équipe nationale française
Elle dispute sa première compétition avec l'équipe de France lors de la Ligue des nations 2024, où elle se révèle.
Elle figure en tant que réserviste sur la liste pour les Jeux olympiques de 2024 à Paris, tournoi où la sélection se classe 11e.

## Clubs
- Volero Le Cannet (2022–)

## Palmarès
- Championnat de France (1) :
  - Vainqueur en 2023.
- Supercoupe de France (1) :
  - Vainqueur en 2023.
  - Finaliste en 2022.